# Call of Duty: World at War
Call of Duty: World at War je pucačina iz prve osobe odnosno iz prvog lica. Ova je računala igra proizvod tvrtke Treyarch. Objavila ju je kuća Activision za Microsoft Windows, PlayStation 3, Wii i Xbox 360. Ovo je peti nastavak serijala Call of Duty. Igra se odvija na području Pacifika i na Istočnoj fronti za vrijeme Drugog svjetskog rata. Igra je puštena u prodaju u Sjevernoj Americi 11. studenog 2008., u Australiji 12. studenog 2008. i u Europi 14. studenog 2008. Radnja se odvija tokom posljednjih borbi Drugog svjetskog rata na Pacifiku i Istočnoj bojišnici. Glavni sudionici tih sukoba su bili SAD, Japansko carstvo, Sovjetski savez i Nacistička Njemačka. Priča je ispričana kroz priču američkog marinca i vojnika Crvene armije te se zasniva na nekoliko povijesnih borbi, uključujući i napad na otok Makin, bitku za Staljingrad, bitku za Peleliu i bitku za Berlin. Multiplayer dio igre sadrži mnogobrojne modove te sustav napredovanja koji omogućava igraču da otključa dodatno oružje i nagrade kako napreduje, što je prvi put uvedeno u Call of Duty 4: Modern Warfare. Novost u serijalu Call of Duty jest uvođenje co-op moda, koji je omogućuje četiri igrača online te dva igrača offline zajedničku igru kroz singleplayer dio igre.

## Pregled
Ovaj nastavak ima ozbiljniji karakter od prijašnjih. Također, open-ended stil je izraženiji, tj. postoji više načina da igrač ostvari sam cilj igre. Iskustvo koje igrač dobiva prilikom igranja ovog nastavka je veoma sličan prijašnjim nastavcima Call of Duty serijala. Kao i u prethodnim nastavcima, uz igrača se bore kolege koje su upravljane AI (prevedeno s engleskog, umjetna inteligencija). Oni pomažu tijekom igre ubijajući protivnike, čisteći ulaze soba i pomažu pri dolasku do zaklona. U igru se vraćaju oružja iz Drugog svjetskog rata, kao što su Thompson mašinka, bacač plamena, Mosin-Nagant puške i Panzerschrek protu-tenkovske rakete. Igrač tijekom igre dobiva nova oružja, no u mogućnosti je nositi samo dva oružja uz granate. Oružja mrtvih neprijatelja se može prisvojiti, kao i municija za oružje koje trenutno nosite. Igrači također mogu pronaći oružja s priključcima kao što su granate na puškama, bajunet i snajperski nišan. 
Lik se može nalaziti u tri položaja: stojećem, ležećem ili u čučnju, a svaki položaj se odražava na igračevu pokretljivost, preciznost i zatajnost. Korištenje zaklona pomaže igraču da se zaštiti od neprijateljske vatre ili da obnovi snagu. Kada lik zadobije ozljedu, rubovi ekrana pocrvene i lik diše teže nego što je uobičajeno. Ako se lik sakrije i pričeka, snaga će mu se obnoviti. Kada se lik nalazi u blizini bombe, indikator na ekranu će prikazati udaljenost i smjer bombe kako bi lik uspješno izbjegao bombu ili je bacio natrag.

## Multiplayer
Call od Duty: World at War ima slične multiplayer značajke kao Call of Duty 4: Modern Warfare. Sve verzije igre imaju slične perkove i sustav napredovanja, te posjeduje osam modova igre, među kojima Deathmatch, Team Deathmatch, Capture the Flag, War, Sabotage, Domination, Headquarters i Search and Destroy. Igra također sadrži kooperativni način prijelaska igre za dva igrača putem podjele ekrana na konzolama, te do četiri igrača putem interneta. Wii verzija igre ne podržava co-op način igre, ali dva igrača mogu igrati putem squadmate co-op moda koji omogućava oba igrača iskustvo igranja na jednom ekranu te iz jednog pogleda.
U specijalnom modu zvanom "Nacht der Untoten" (prevedeno s njemačkog, noć mrtvaca) moguće je igrati nakon što igrač prijeđe singleplayer igru. U ovom modu, jedan od četiri igrača se pokušava obraniti od horde nacističkih zombija. Igrač se nalazi u kući s tri prostorije, dvije je potrebno otključati, a svaka soba sadrži novija oružja i više otvora kroz koje neprijatelji mogu ući. Igrač može otvoriti nove sobe i nova oružja trošeći bodove koje je zaradio ubijajući neprijatelje te popravljajući barijere. Ovaj mod je moguće igrati u singleplayeru, split-screenu co-opu ili online co-op načinu igre.

## Radnja igre
Radnja igre zasniva se na dvije kampanje, jedna prateći američkog marinca u borbi protiv japanske vojske na području Pacifika, a druga vojnika Crvene armije u obrani SSSR-a i kasnije pohoda na Berlin. Američka kampanja je fokusirana na na marinca Millera kojega su uhvatili Japanci za vrijeme patrole otokom Makin. Miller je trebao biti pogubljen, no u zadnji čas ga je spasio desetnik Roebuck, narednik Sullivan i ostali članovi američkog Marinskog Korpusa. Miller se pridružuje Sullivanovoj jedinici koja prodire kroz otok pod japanskom vlašću, uključujući Peleliu, gdje je Roebuck proglašen narednikom nakon Sullivanove smrti. Akcija doseže vrhunac u dvorcu Shuri na Okinawi.
Sovjetska kampanja je fokusirana na vojnika Dmitrija Petrenka iz Crvene armije, čiji je odred poražen i pogubljen od strane njemačkih snaga u Staljingradu. Zajedno s ozljeđenim narednikom Reznovim on se osvećuje Nijemcima ubijajući bezbroj nacista snajperom uključujući tzv. "arhitekta" u Staljingradu, generala Amsela. Tri godine kasnije susreću se Petrenko i Reznov ponovno na Istočnoj bojišnici, prodirući kroz područje i zauzimajući njemački grad Seelow prije no što su sudjelovali u posljednjoj borbi u Berlinu te tako pridonijeli osvajanju Reichstaga.
Treći lik u kampanji je brodski dočasnik Locke, oružani operater na PBY Catalina kojeg je moguće voditi samo u misiji "Black Cats". Njegova divizija vrši noćni napad na japanske transportne brodove koji prevoze namirnice za japansku vojsku na Okinawi te poslije spašavaju preživjele članove američke flote.

## Stvaranje igre
Igra Call of Duty: World at War je stvarana oko dvije godine, dvostruko više nego Treyarchov prijašnji naslov, Call of Duty 3. Igra je stvorena kao unaprijeđena verzija Call of Duty 4: Modern Warfare engina s nekoliko unaprijeđenja (ponajprije na fizičkom modelu). Okolina je destruktivnija i zapaljiva je bacačem plamena.  

## Preporučeni računalni kapaciteti[1]
- Operacijski sustav: Windows XP ili noviji
- Procesor: AMD 64 3200+ / Intel Pentium 4 (3.0 GHz ili jači)
- Memorija: 512MB RAM (XP) / 1GB RAM (Vista)
- Grafička kartica (Shader 3.0 ili bolje): 256 MB Nvidia Geforce 6600GT / ATI Radeon 1600XT ili bolje

## Druge verzije igre
Call of Duty: World at War je dostupan i na Nintendo DS dlanovnoj (kao Call of Duty: World at War) i PlayStation 2 kućnoj konzoli (kao Call of Duty: World at War – Final Fronts). Verzije dostupne na ovim konzolama su drukčije od one za Microsoft Windows, PlayStation 3, Wii i Xbox 360.